# Space Needle
Space Needle är ett utsiktstorn i Seattle, USA. Det är en av de mest välkända symbolerna längs den amerikanska västkusten. 
Tornet står vid Seattle Center, som ligger på platsen för världsutställningen 1962, till vilket tornet byggdes. Space Needle är 184 meter (605 fot) högt, och observationsdäckets diameterbredd mäter som mest 42 meter. Tornet har en vikt på 9 550 ton och var vid invigningen Amerikas högsta byggnad väster om Mississippifloden. Det är byggt för att klara vindbyar upp till 320 km/h och jordbävningar på en magnitud av 9,5. Längst upp i tornet finns även en roterande restaurang (andra i USA efter La Ronde på Hawaii). För att komma upp dit åker besökarna en hiss upp i tornet.

## Källhänvisningar
1. 1 2  "Fun Facts". Arkiverad 21 november 2014 hämtat från the Wayback Machine. Spaceneedle.com. Läst 13 november 2014.